# Flóra Anna Buda
Flóra Anna Buda, née à Budapest en 1991 est une réalisatrice hongroise.

## Biographie
Flóra Anna Buda est diplômée en tant que réalisatrice de films d'animation à l'Université d'art appliqué Moholy-Nagy.

## Filmographie

### Réalisation

#### Courts-métrages
- 2015 :The day when mother nature hit me
- 2019 : Entropia
- 2023 : 27

### Background design

#### Court-métrage
- 2019 : Symbiosis de Nadja Andrasev[3]

## Récompenses et distinction

### Récompenses
- 2019 : Teddy Award pour le film Entropia lors du 69th Berlinale 2019
- 2023 : Cristal du meilleur court-métrage pour le film d'animation 27 lors du Festival international du film d'animation d'Annecy 2023
- 2023 : Palme d'or du court métrage pour le film d'animation 27 lors du Festival de Cannes 2023[4],[5],[6]

### Nominations
- 2019 : Teddy Award pour le film Entropia lors du 69th Berlinale 2019